# Messerschmitt P.1101
Messerschmitt P.1101 – projekt niemieckiego samolotu odrzutowego, opracowanego w zakładach Messerschmitta na przełomie 1944–1945 r.
Uwaga: pod oznaczeniem P.1101 powstało kilka projektów samolotów (co najmniej cztery). Artykuł dotyczy ostatniego projektu, przewidzianego do produkcji seryjnej.

## Historia

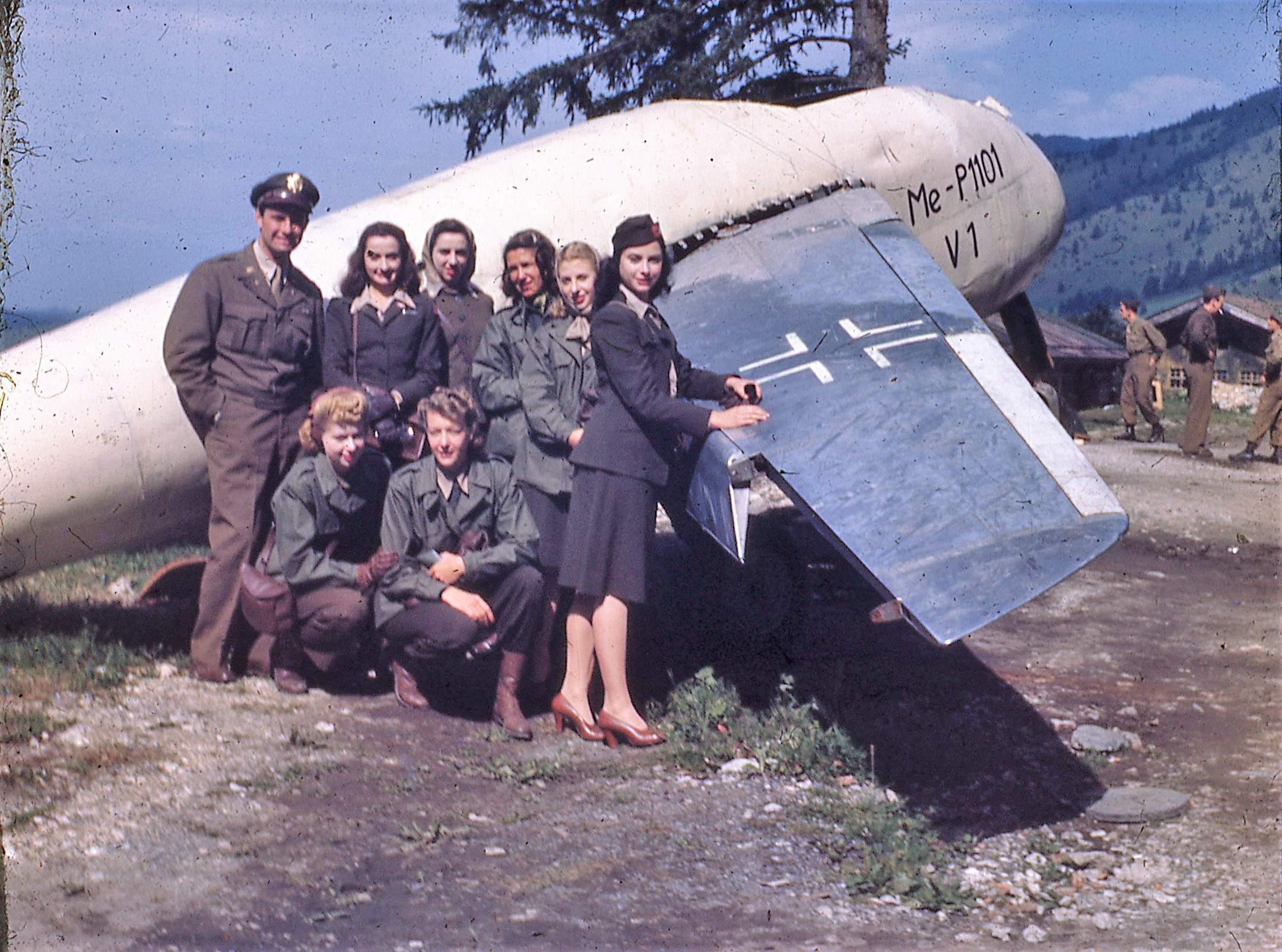
Zdobyty przez aliantów prototyp P.1101 V1

Projekt samolotu P.1101 był odpowiedzią na złożone w połowie 1944 r. zapotrzebowanie dowództwa Luftwaffe na jednomiejscowy samolot myśliwski, zdolny osiągnąć prędkość 1000 km/h na wysokości 7000 m.
Ponieważ nie były jeszcze gotowe silniki He S 011, przewidywane jako jednostka napędowa dla nowego samolotu, prototyp wyposażono w silniki Jumo 004B. Skrzydła samolotu mogły być przestawiane w zakresie kilku stopni, 35°–45°.
Samolot był przewidziany jako samolot wielozadaniowy, spełniający rolę głównie przechwytującego myśliwca i samolotu bliskiego rozpoznania. Projektowano także wersję nocną oraz do lotów w trudnych warunkach atmosferycznych. P.1101 był pierwszym samolotem świata z ruchomymi skrzydłami, jednak samolot nie został ukończony ani oblatany przed końcem wojny.
Krótko przed ukończeniem budowy, w kwietniu 1945 r., prototyp samolotu, znajdujący się w fabryce Messerschmitta w Oberammergau, wpadł w ręce Amerykanów. Samolot został przetransportowany do USA, gdzie poddano go gruntowym testom. Konsekwencją badań było powstanie samolotu Bell X-5, koncepcyjnie bardzo zbliżonego do P.1101.
Samolot P.1101 oraz podobny, jeśli chodzi o konstrukcję Focke-Wulf Ta 183, wywarły duży wpływ na dalszy rozwój myśliwskich samolotów odrzutowych.